# Musa Qala
Le Musa Qala est une rivière d'Afghanistan qui coule dans la province d'Helmand. C'est un affluent direct de l'Helmand en rive droite.

## Géographie
Le Musa Qala naît à l'extrémité septentrionale de la province d'Helmand, et se dirige d'abord vers le sud-ouest. Progressivement sa direction s'incurve vers le sud. De ce fait il finit par rejoindre l'Helmand en rive droite, au niveau de la ville de Sangin.

## Villes traversées
- Sangin